# 超能战联
《超能战联》是由韩国游戏开发商Neople公司开发的网络即时战略动作射击游戏。在韩国由NEXON于2011年6月7日公测，2012年3月20日游戏橘子宣布获得本游戏在香港澳门及臺灣的代理权，并在2012年5月31日封测，并在推出中文名《暴能特區》后于2012年6月28日二次封测，目前定于2012年7月31日公测。2012年11月2日世纪天成宣布获得Cyphers在大陆的运行权并取名为《超能战联》。
游戏橘子已于2014年8月22日停止运营并关闭服务器。世纪天成于2015年6月4日宣布，由于代理合同到期，将于2015年9月3日停止运营并关闭服务器。

## 背景故事
- 1860年，出現了巨大的日食。
- 一夜過去，在荒地上即然出現了一座城市。在那裡有一幫擁有特殊能力的孩子們。
- 有些普通人參與到了尋找神秘的城市的冒險中，有些普通人利用這些有超能力的孩子們賺大錢。
- 擁有超能力的孩子們被這些壞人培養成了製作恐怖的工具。人們稱他們為“超能力者”並鎮壓他們。

## 背景設定

### 赫利奧斯
- 為保護自身的權益及生存權，能力者們成立了名為「赫利奧斯」的公司。提供各種工作機會給能力者，並與各國政府交涉。

### 地下聯盟
- 自行成立的保護機構。
- 主要成員為不希望被納入政府列管的能力者，由於作風非按正道而行，成員又龍蛇雜處，惹來很多的誤會。但是在爭取自由並保護能力者們上不遺餘力，受到不少支持。

### 黑暗的能力者
- 不被大眾接受的異能者所待的組織，也包含許多不法分子在這裡。

### 皇室護衛隊
- 皇室的隸屬部隊，已知成員有勞拉斯、崔斯勒、珍妮特、與前成員傑瑞爾。

### 黑暗兄弟騎士團
- 珍妮特的父親傑瑞爾，還在護衛隊時，所創立的騎士團，已知成員有傑瑞爾、貝爾傑，創立目的不詳。

## 遊戲角色
遊戲中共有十隻角色是免費的，其他角色需要在遊戲商城中使用遊戲幣或遊戲點數購買，使用遊戲幣購買角色有等級限制，而使用遊戲點數購買則沒有等級限制

台服可使用遊戲幣或點數購買 陸服僅能使用點數購買角色，
韓服僅能使用遊戲幣購買角色(除韓服推出新角色才能用遊戲點數購買，會與角色產品包放置在一起)
可免費解鎖取得角色 按캐릭터/F 選擇你要解鎖的角色 按고용即可解鎖

## IP封鎖事件
2016年5月11日，韓服宣佈封鎖海外IP，但2016年5月20日才正式封鎖。